# Karola pod Trzema Hełmami
Karola pod Trzema Hełmami na wschodzie Warszawy (niem. Karl zu drei Helmen) – polska loża wolnomularska ścisłej obserwy, założona 29 stycznia 1774 przez Alojzego Fryderyka von Brühla. Zamknięta w 1779.
Pracowała w języku niemieckim. Członkiem tej loży w stopniu brata różanego krzyża był król Polski Stanisław August Poniatowski pod imieniem Eques Salsinatus i Salsinatus Magnus.